# Équipe de Thaïlande féminine de hockey sur gazon
L'équipe de Thaïlande féminine de hockey sur gazon est la sélection nationale représentant la Thaïlande dans les compétitions internationales féminines de hockey sur gazon. 
Elle remporte la Women's AHF Cup (en), qui sert de qualification à la Coupe d'Asie, en 2016

## Résultats

### Jeux asiatiques
- 1986 : 5e
- 1998 : 7e
- 2010 : 6e
- 2014 : 7e
- 2018 : 6e

### Coupe d'Asie
- 1985 : 5e
- 1993 : 7e
- 2007 : 6e
- 2009 : 10e
- 2017 : 6e

### Women's AHF Cup(en)
- 2003 : 5e
- 2012 :  3e
- 2016 :  1re

### Champions Trophy d'Asie féminin
- 2021 - 4e

### Ligue mondiale
- 2014-2015 : 24e
- 2016-2017 : 27e